# Jacky Munaron
Jacky Munaron (Namur, 1956. szeptember 8. –) világbajnoki negyedik helyezett belga labdarúgó, kapus, edző.
Részt vett az 1982-es spanyolországi világbajnokságon, az 1984-es franciaországi Európa-bajnokságon és az 1986-os mexikói világbajnokságon.

## Sikerei, díjai
Belgium
- Világbajnokság
  - 4.: 1986, Mexikó

 Anderlecht
- Belga bajnokság
  - bajnok (4): 1980–81, 1984–85, 1985–86, 1986–87
- Belga kupa
  - győztes (4): 1975, 1976, 1988, 1989
- Belga szuperkupa
  - győztes (2): 1985, 1987
- Kupagyőztesek Európa-kupája (KEK)
  - győztes (2): 1975–76, 1977–78
- UEFA-kupa
  - győztes (1): 1982–83
- UEFA-szuperkupa
  - győztes (2): 1976, 1978

 RFC de Liège
- Belga kupa
  - győztes: 1990

 Standard de Liège
- Belga kupa
  - győztes: 1993